# Хироши Фушида
Хироши Фушида (鮒子田 寛?), на английски: Hiroshi Fushida е бивш пилот от Формула 1. Роден на 30 март 1946 г. в Киото, Япония.

## Формула 1
Хироши Фушида прави своя дебют във Формула 1 в Голямата награда на Нидерландия през 1975 г. В световния шампионат записва 2 състезания като не успява да се квалифицира за самите състезания, състезава се за отбора на Маки.